# Oleg Hromțov
Oleg Hromțov (Rîbnița, 30 maggio 1983) è un ex calciatore moldavo, di ruolo attaccante.

## Palmarès

### Club

#### Competizioni nazionali
- Birinşi Lïga: 2

Aqjaıyq: 2015
Jetisý: 2017

### Individuale
- Capocannoniere della Birinşi Lïga: 2

2015 (14 reti), 2020 (9 reti)